# 东北民主联军四平保卫战指挥部旧址
东北民主联军四平保卫战指挥部旧址，位于中国吉林省梨树县梨树镇街北，为一个省级文物保护单位，类型为近现代史迹及代表性建筑，公布时间为1999年2月26日。该文物保护单位由梨树县文管所管理。
东北民主联军四平保卫战指挥部旧址的历史年代为1946年。